# Pyrgulopsis bernardina
Pyrgulopsis bernardina (tên tiếng Anh: San Bernardino springsnail)là một loài động vật chân bụng trong họ Hydrobiidae. Nó là loài đặc hữu của Hoa Kỳ. This springsnail can be được tìm thấy ở San Bernardino National Wildlife Refuge đông nam Arizona.